# Centre des capitales
- Centre des capitales
- Nouveaux Länder allemands
- Arc alpin
- Diagonale continentale
- Arc latin
- Méditerranée centrale
- Arc atlantique
- Régions de la mer du Nord
- Arc baltique

Le centre des capitales est un espace décrit par la Commission européenne dans le rapport Coopération pour l’aménagement du territoire européen - Europe 2000 Plus. Dans cet espace se trouve le siège de la plupart des institutions de l'Union européenne.
Le découpage adopté par la Commission dans ce rapport est une simple hypothèse de travail visant à faciliter les analyses et à mettre en évidence les dynamiques transnationales. La Commission ajoute, par ailleurs, que ce découpage ne vise pas à créer de « nouvelles super-régions européennes ».

## Définition

### Espaces concernés
Le centre des capitales regroupe le sud-est de l'Angleterre (dont Londres), le sud des Pays-Bas, la Belgique (dont Bruxelles), le nord et le nord-est de la France (dont Paris et Strasbourg), la totalité du Luxembourg ainsi que le centre-ouest et le sud-ouest de l'Allemagne.

## Problématiques
Le centre des capitales est un territoire à enjeux importants du fait de sa qualité de « centre nerveux de l’Union ». Il doit résoudre un certain nombre de problèmes tels que :
- la forte pollution environnementale, du fait de la concentration des activités économiques, qui nuit à la qualité de vie ;
- le renforcement de la concentration risque de faire surgir des disparités entre les différentes composantes du centre des capitales ;
- l’existence de « zones défavorisées » (zone de reconversion) ;
- et la nécessité de maintenir la visibilité internationale des « pôles de commandement » présents en son sein (les capitales, les ports de Rotterdam et d'Anvers, la place financière de Francfort).

## Sources

## Compléments